# Hattie Delaro

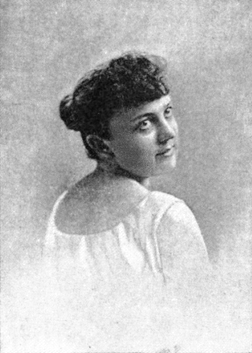
Hattie Delaro (1889)

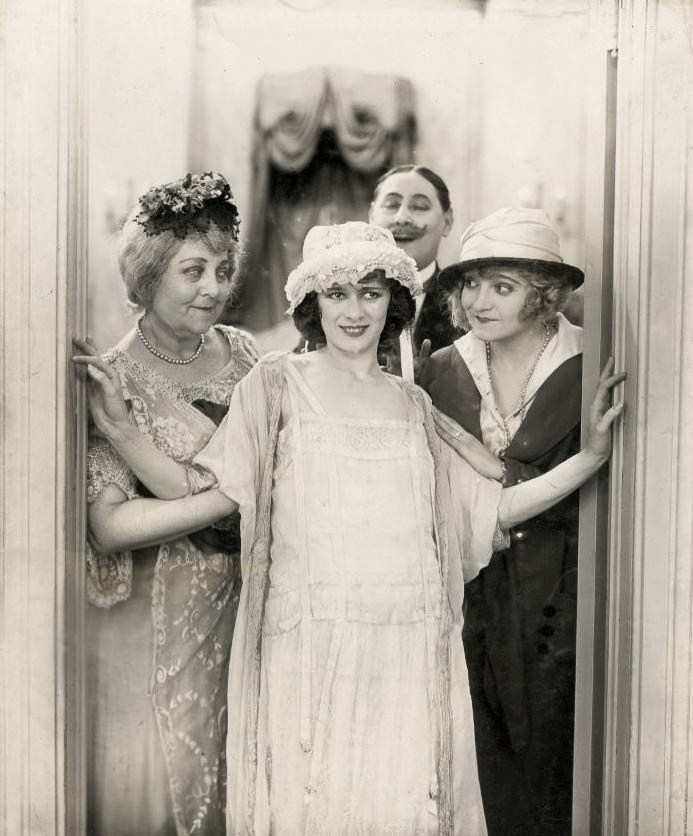
Templar Saxe (detrás) junto con, de izquierda a derecha: Hattie Delaro, Anita Stewart y Gladys Valerie en The Mind the Paint Girl (1919)

Hattie Delaro (Brooklyn; 1861-Nueva York; 18 de abril de 1941) fue una actriz estadounidense. Hizo carrera en el teatro y luego se convirtió en actriz de cine mudo en las décadas de 1910 y 1920.

## Biografía
Delaro debutó en los escenarios en 1881 en el Grand Opera House de Brooklyn "en un repertorio de óperas cómicas". Representó a Melissa en la primera producción autorizada en Nueva York de la obra de Gilbert y Sullivan Princess Ida en 1884 y una producción de 1885 de The Mikado en el Hollis Street Theatre de Boston, Massachusetts. En 1888, participó en la producción The Queen's Mate. Sus otros créditos en Broadway incluyeron The Pearl of Pekin (1889), Mam'selle 'Awkins' (1900), y Babes in Toyland (1903)
Comenzó su carrera cinematográfica en el cortometraje de 1913 Love in an Apartment Hotel.
Delaro estuvo casada con el abogado William S. Barnes. Murió el 18 de abril de 1941 en Nueva York a la edad de 80 años.

## Filmography
- Love in an Apartment Hotel (cortometraje, 1913)
- For Better or for Worse (cortometraje, 1913)
- The Hoodoo Pearls (cortometraje, 1913)
- The Van Nostrand Tiara (cortometraje, 1913) como Mrs. Van Nostrand (acreditada como Hattie Barnes)
- The Master of the Strong (cortometraje, 1914) como Mrs. Shelby
- Men and Women (cortometraje, 1914) como Will y la madre de Dora
- Uncle Tom's Cabin (1914)
- The Pit (1914) como Mrs. Cressler
- The Reward (cortometraje, 1915)
- Lillian's Husbands (cortometraje, 1915, acreditada como Hattie De Laro)
- For the Honor of the Crew (cortometraje, 1915) como la madre de Viola
- The Heights of Hazard (1915) Mrs. Martindale (acreditada como Hattie de Lara)
- The Little Lady Across the Way (cortometraje, 1915) como la tía Jane
- Almost a Papa (cortometraje, 1915) como la madre
- Kennedy Square (1916) como Mrs. Rutter
- Gold and the Woman (1916) como Doctora
- The Eternal Sapho (1916) como Mrs. Marvin, Sr.
- The Scarlet Runner (1916) (acreditada como Hattie De Laro)
- The Awakening of Helena Richie (1916) como Mrs. King
- He Never Touched Me (cortometraje, 1917) como la madre de la esposa de mandíbula fuerte
- Sloth (1917) como la madre de Sally
- A Night in New Arabia (1917) como Henrietta
- The Seven Deadly Sins (1917) como la madre de Sally (Sloth)
- Marriage (1918) como Mrs. Van Alstyne (acreditada como Hattie Delaro Barnes)
- False Gods (1919) como Mrs. Burden
- The Mind-the-Paint Girl (1919) como Mrs. Upjohn
- Human Desire (1919) como Miss March
- April Folly (1920) como Mrs. Stanislaw
- You Find It Everywhere (1921) como Mrs. Simpson
- Cardigan (1922) como Lady Shelton
- The Ragged Edge (1923) como Mrs. Dalby
- Janice Meredith (1924) como Mrs. Meredith
- The Highbinders (1926) como Mrs. Briggs